# Ночи в Роданте
«Ночи в Роданте» (англ. Nights in Rodanthe) — американско-австралийская драма 2008 года, снятая по одноименному роману Николаса Спаркса с Ричардом Гиром и Дайан Лейн в главных ролях.

## Сюжет
Разведённая Адриана Уилисс сдаёт двоих своих детей непутевому бывшему мужу и отправляется в Родант последить за гостиницей своей подруги Джин, поскольку той надо отлучиться по делам. В Роданте не сезон, и в гостинице всего один постоялец — Пол Фланнер. Пол — врач, у которого на операционном столе умерла пациентка, и он приехал в Родант объясниться с её мужем. Адриана и Пол переживают не лучшие времена. Адриана не может разобраться в своих взаимоотношениях с дочкой и бывшим мужем, а Пол — с работой и сыном Марком, тоже врачом, сбежавшим от своего отца в Эквадор. Тяжёлые времена и одиночество в пустующем отеле сближают двух людей, между ними рождается любовь, которая возвращает их к жизни. Пол улетает в Эквадор к сыну, где высоко в горах они лечат бедняков. Сын и отец начинают вновь понимать друг друга. Адриана возвращается к давно заброшенному увлечению, изготовлению поделок из дерева, и возвращает любовь дочери. Роман между Полом и Адрианой продолжается в письмах. Настаёт момент встречи, но Пола нет, ураган в горах оборвал его жизнь.

## В ролях
- Дайан Лейн — Адриана Уилисс
- Ричард Гир — Пол Фланнер
- Джеймс Франко — Марк Фланнер
- Кристофер Мелони — Джек Уилисс
- Виола Дэвис — Джин
- Бэки Энн Бэйкер — Дот
- Скотт Глен — Роберт Торелсон

## Сборы
В первые выходные собрал 13 418 454 $ (второе место). В прокате с 26 сентября 2008, наибольшее число показов в 2704 кинотеатрах единовременно. За время проката собрал в мире 84 375 061 $ (67 место по итогам года) из них 41 850 659 $ в США (69 место по итогам года) и 42 524 402 $ в остальном мире. В странах СНГ фильм шёл с 16 октября по 14 декабря 2008 и собрал 920 590 $.

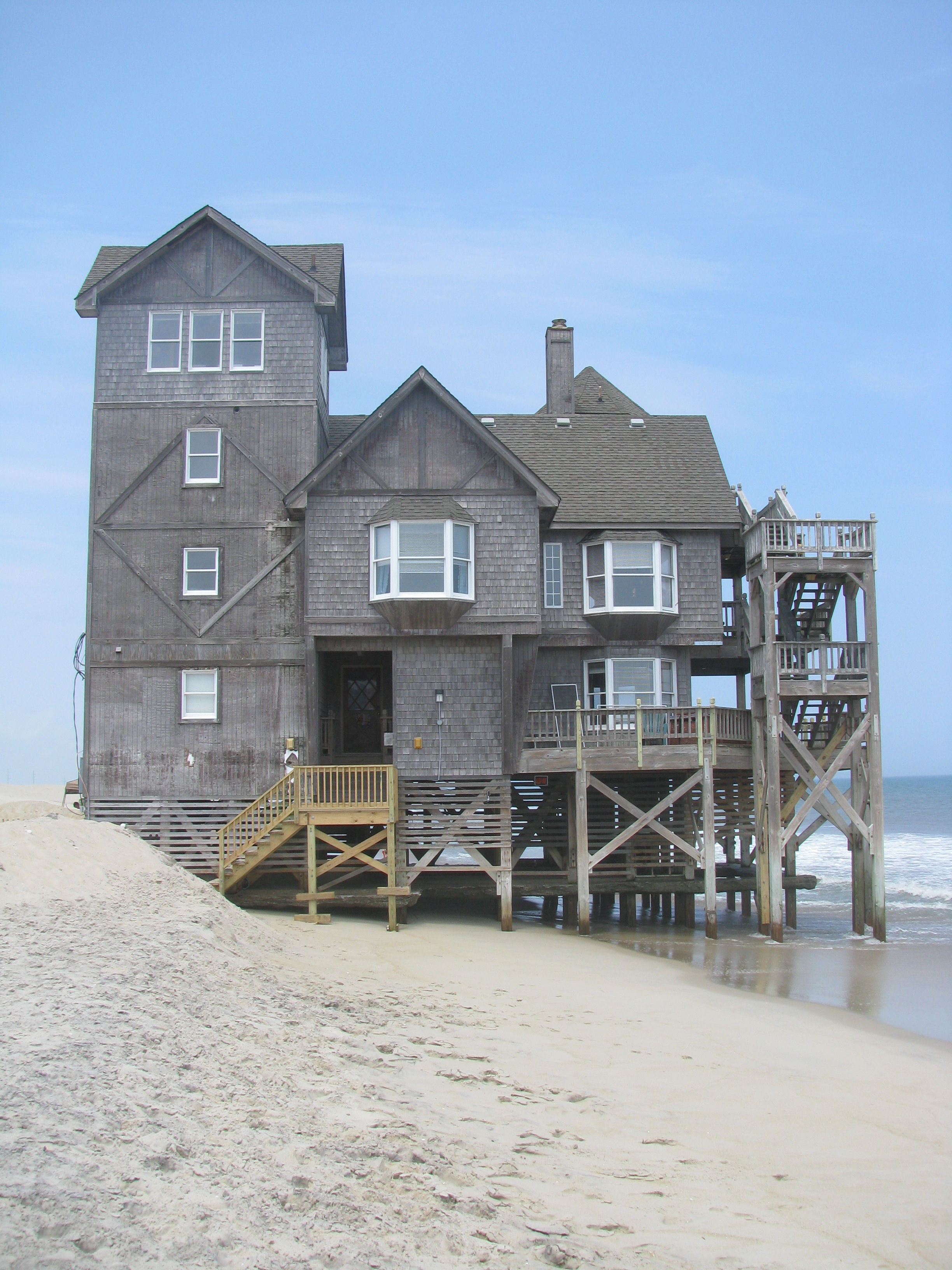
Дом, использованный в съёмках. Родант, Северная Каролина

## Критика
Фильм получил негативные отзывы кинокритиков. На сайте Rotten Tomatoes фильм имеет рейтинг 30 % на основе 132 рецензий со средним баллом 4,8 из 10. На сайте Metacritic фильм имеет оценку 39 из 100 на основе 26 рецензий критиков, что соответствует статусу в целом неблагоприятные отзывы".